# Muhlenbergia porteri
Muhlenbergia porteri är en gräsart som beskrevs av Frank Lamson Scribner och William James Beal. Muhlenbergia porteri ingår i släktet muhlygräs, och familjen gräs. Inga underarter finns listade i Catalogue of Life.